# 축구공 위의 수학자
《축구공 위의 수학자》는 대한민국 수학자 강석진이 쓴 스포츠 에세이다. 이 책은 축구, 권투, 농구 등의 스포츠 분야에서 일어난 다양하고 감동적인 에피소드를 소개하고 있다.  

## 목차
1. 내 인생은 축구공 위에서 시작되었다 
2. 우리들의 일그러진 영웅 
3. 도전하는 젊음을 위하여 
4. 아름다운 승부의 조건 
5. 사람은 도전으로 산다 